# Roque Aras
Roque Aras (Monte Santo, 26 de abril de 1932 — Salvador, 28 de fevereiro de 2023) foi um advogado e político brasileiro. Foi deputado federal pela Bahia.

## Dados biográficos
Filho de José Soares Ferreira Aras e Maria Ferreira Aras. Gerente e inspetor do Banco Econômico antes de formar-se advogado pela Universidade Católica do Salvador em 1962, trabalhou em Feira de Santana como secretário municipal na gestão do prefeito Francisco Pinto e a seguir exerceu o cargo de juiz do trabalho na respectiva comarca.
Membro da seccional baiana da Ordem dos Advogados do Brasil, ingressou no MDB após a instauração do Regime Militar de 1964 e por esta legenda foi eleito vereador em Feira de Santana nos anos de 1970 e 1972. Em 1974 foi eleito deputado estadual e no ano seguinte ascendeu à presidência do diretório estadual do MDB, cargo que ocupou até 1978 quando elegeu-se deputado federal. Em 1979 o governo do presidente João Figueiredo restaurou o pluripartidarismo e Roque Aras ingressou no PTB em respeito à liderança política de Leonel Brizola, mas logo migrou para o PMDB onde disputou a reeleição em 1982, mas não obteve êxito.
Em nova mudança partidária, ingressou no PT como candidato a senador em 1986 e a prefeito de Feira de Santana em 1988, mas não se elegeu em nenhuma das disputas. No segundo mandato de João Durval Carneiro como prefeito de Feira de Santana, retornou ao cargo de secretário municipal depois trabalhou junto à Advocacia Geral da União (1996-2001) e foi presidente da Fundação Cidadania e Iniciativa Popular (FUNCIP).
Pai de Augusto Aras, nomeado procurador-geral da República no governo Jair Bolsonaro em 26 de setembro de 2019.
Faleceu em Salvador na data de 28/02/2023, aos 90 anos, sem revelação da causa da morte, a confirmação foi dada pela OAB-BA e por familiares. Seu sepultamento ocorreu no Cemitério do Campo Santo em Salvador.